# Karl-Heinz Lotze
Karl-Heinz Lotze (* 29. März 1951 in Suhl) ist ein deutscher Physiker, Physikdidaktiker sowie Schul- und Hochschullehrer. Zwischen 2000 und 2022 war er Professor an der Friedrich-Schiller-Universität Jena.

## Leben

### Akademische Ausbildung
Lotze studierte zwischen 1969 und 1973 Physik an der Friedrich-Schiller-Universität Jena und legte dort 1977 mit der Dissertation Untersuchungen zur Quantenelektrodynamik im äußeren Gravitationsfeld seine Promotion A ab. Zwölf Jahre später wurde ihm 1989 auf Grundlage seiner Schrift Quanteneffekte freier und wechselwirkender Felder in der Kosmologie auch die Promotion B zuerkannt.

### Berufliche Karriere
Im Anschluss an seine erste Promotion arbeitete Lotze am Wissenschaftsbereich für relativistische Physik seiner Alma Mater in Ernst Schmutzers Arbeitsgruppe für theoretische Physik. Nach der deutschen Wiedervereinigung übernahm er an der Universität die Ausbildung der Physik-Lehramtsstudenten und war in den 1990er Jahren darüber hinaus tageweise in Jena und in seiner Heimatstadt Suhl als Physiklehrer in 7. bis 12. Schulklassen tätig. Zwischen 1996 und 2016 fungierte er an der Physikalisch-Astronomischen Fakultät der Universität Jena als Leiter der Arbeitsgruppe für Physik- und Astronomiedidaktik. Im Jahr 2000 wurde Lotze zum außerplanmäßigen Professor für Physik, Astronomie und ihre Didaktik ernannt und hatte diese Position bis zu seiner Emeritierung 2016 inne. In Anbetracht seiner herausragenden Verdienste in diesem Fachgebiet verlieh ihm die Wilhelm und Else Heraeus-Stiftung zum 1. Oktober gleichen Jahres eine auf sechs Jahre befristete Seniorprofessur für innovative Ausbildungskonzepte im Fach Physik.
Neben der Ausbildung von Lehramtsstudenten setzte sich Lotze auch für die systematische Fort- und Weiterbildung von Gymnasiallehrern ein. So gelang es ihm im Jahr 2004, die jährliche mehrtägige Lehrerfortbildung „Tage der Schulastronomie“ (Lehrerfortbildung Astronomie) an die Universität Jena zu holen, die zuvor an der Schulsternwarte „Johannes Franz“ in Bautzen angesiedelt war. Sie zieht etwa 140 Fachlehrer aus dem gesamten Bundesgebiet als Teilnehmer an, die neue Lehrmethoden kennenlernen und sich über ihre Arbeit auszutauschen können. Seit 2005 organisierte er darüber hinaus gemeinsam mit Vertretern des DFG-Sonderforschungsbereiches Gravitationswellenastronomie fast jährlich den Einstein-Tag für Schulen an der Universität Jena. Weiterbildungen für Lehrkräfte zu den Themen Spezielle und Allgemeine Relativitätstheorie, Kosmologie, Physik und Mathematik für Lehrkräfte führte Lotze auch als Fortbildungskurse der Deutschen Physikalischen Gesellschaft am Physikzentrum Bad Honnef durch. Zusammen mit einer Fortbildungsinitiative am Haus der Astronomie in Heidelberg rief er, unterstützt von der Wilhelm und Else Heraeus-Stiftung, 2013 die binationale Sommerschule Astronomie aus vier Perspektiven für Lehramtsstudenten und Lehrer ins Leben. Diese Veranstaltungen gewähren Teilnehmern aus vier deutschen und italienischen Städten – Jena, Heidelberg, Padua und Mailand / Brescia (bis 2021 Florenz) – Einblicke in neueste Themen der astronomischen Forschung und dienen dazu, „über Landes-, Sprach- und Traditionsgrenzen hinweg Kenntnisstand und Motivation zukünftiger, aber auch derzeitiger Lehrer für zentrale Themen der Astronomie und Physik zu fördern“.
Lotze publizierte zahlreiche Artikel in wissenschaftlichen Fachzeitschriften, beispielsweise in Astronomie + Raumfahrt im Unterricht sowie in Praxis der Naturwissenschaften – Physik in der Schule. Für letztere fungierte er bei knapp 20 thematischen Sonderheften auch als Herausgeber.

## Auszeichnungen
- 2015: Hanno und Ruth Roelin-Preis für Wissenschaftspublizistik[9] (verliehen vom Max-Planck-Institut für Astronomie)

## Publikationen (Auswahl)
- Karl-Heinz Lotze; Werner B. Schneider (Hrsg.): Wege in der Physikdidaktik – Naturphänomene und Astronomie. In der Reihe: „Wege in der Physikdidaktik“, Band 5. Palm und Enke Verlag, Erlangen, 2002, ISBN 3-7896-0666-9.